# Чехи в Чилі
Чехи в Чилі це міграційний рух з історичних регіонів, що входять в Чехію: Богемії, Моравії та Сілезії, до Чилі. Враховуючи, що Чехія є відносно новою державою, створеною після розпаду Чехословаччини в 1993 році, важко точно визначити, що таке "чехи" як таке; в той час як для одних це поняття політичної нації, інші вважають чехів суто як етнічну групу, повністю виключаючи інші спільноти вихідців з теренів Чехії, такі як чеські євреї чи судетські німці. Хоча історично присутність чеської діаспори в Чилі не така чисельна, як присутність інших європейських іммігрантів у країні Південного конуса, у 2016 році вона була п'ятою за величиною чеською діаспорою в Америці.  Посол Чехії в Чилі Їржі Їранек підрахував, що в минулому з території сьогоднішньої Чехії та Словаччини в країну переїхали близько 2 000 людей. Це є значно менше, ніж прибуло чеських іммігрантів в сусідню Аргентину чи Бразилію .

## Судетські німці

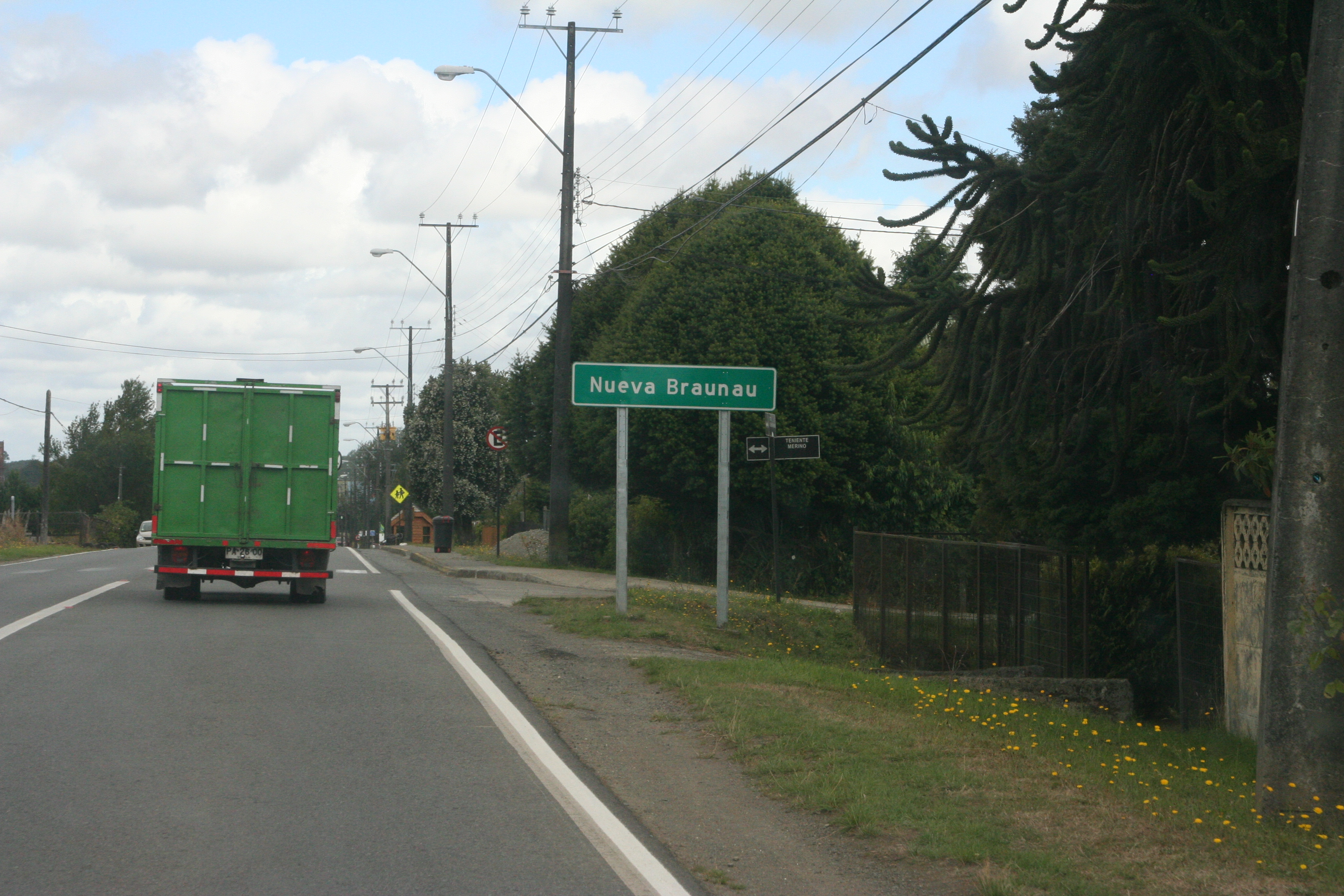
В'їзд до Нуева Браунау

Село Нуева Браунау (Nueva Braunau), частина міста Пуерто-Варас в регіоні Лос-Лагос, що на півдні Чилі, було засноване групою німецькомовних іммігрантів з сьогоднішнього чеського міста Броумов, які вважали себе етнічними німцями з Судет, коли територія належала Австро-Угорщині . 
Після вигнання німців з Чехословаччини наприкінці Другої світової війни, до Південної Америки емігрувала нова група чехів [прояснити] із Судетів, яка в випадку з Чилі, оселилася переважно в німецьких колоніях на півдні. 

## Чехословацька імміграція

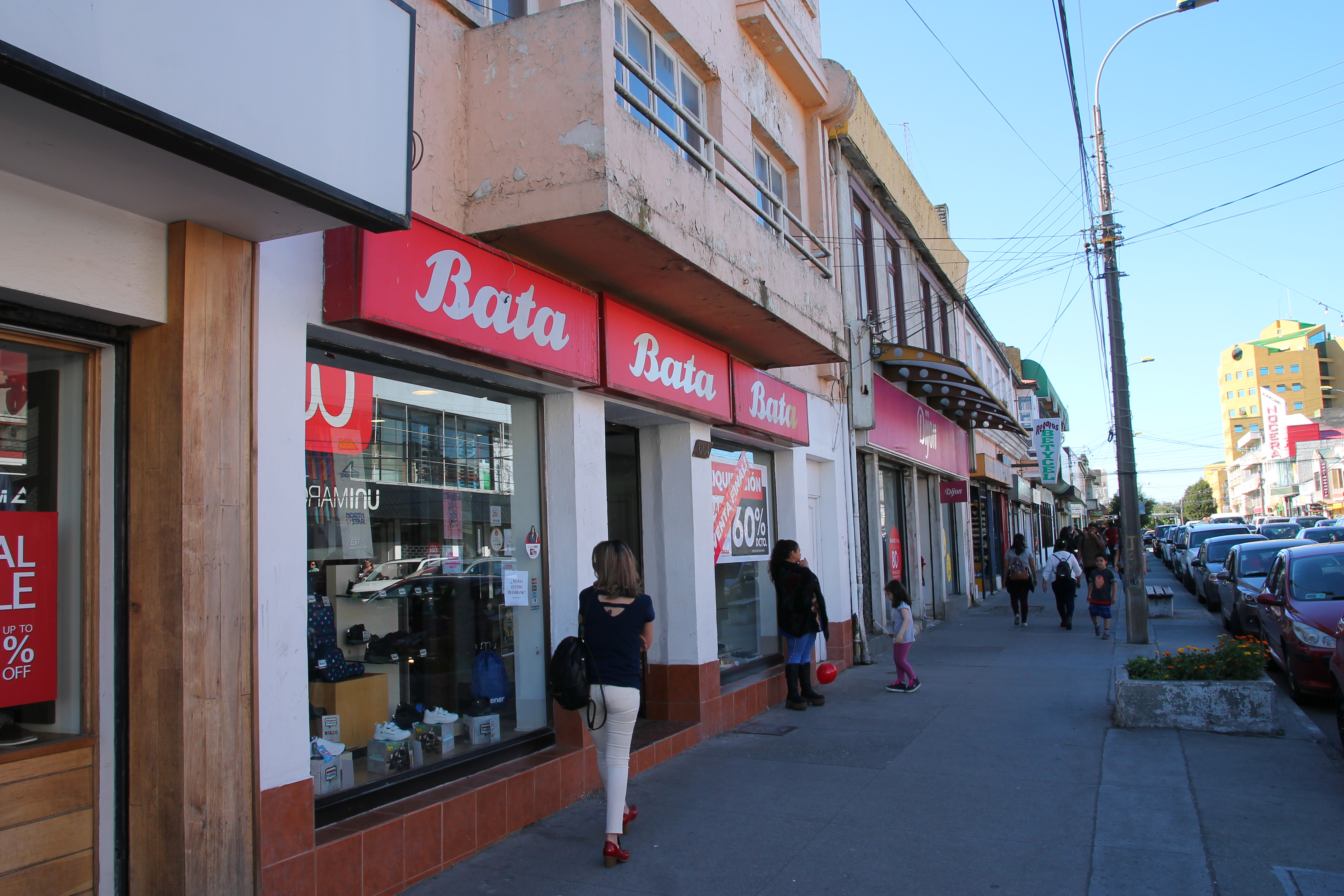
Найпівденніший у світі магазин Bata, Пунта-Аренас

З часу заснування Чехословаччини в 1918 році відбулися менші хвилі імміграції чехів на чилійську територію. Деякі чехи просили політичного притулку в Чилі після створення соціалістичної держави в 1948 році.   Заснована чехом фірма Bata, яка відкрила свою першу фабрику та магазин у Чилі у 1939 році, стала однією з найбільших фабрик у країні та стала зразковою за соціальним забезпеченням своїх працівників.  На честь засновника і власника Томаша Баті, робітники заснували спортивний клуб Томаса Баті в 1940 році.  На сьогоднішній день Baťa управляє мережею магазинів в Чилі, найпівденнішим з яких є магазин в Пунта-Аренас.
Під час окупації Чехословаччини нацистською Німеччиною група чеських євреїв прибула до Чилі, уникнувши тим самим Голокост та прийдешню хвилю конфіскацій та переслідувань комуністичного режиму. 

## Сучасна чеська громада
У 1941–1944 роках у Сантьяго-де-Чилі діяла Чехословацька національна асоціація. Чехія, і Чилі відновили демократію в той же період, і обидві країни припинили тоталітарний режим протилежних ідеологій: Чехословаччина в 1989 р. " Оксамитовою революцією" і Чилі в 1990 р. з переходом від військової диктатури до демократії, що означало міжнародне відкриття для обох народів.
У 2013 році в Чилі проживало близько 200 чехів.  Основною організацією чеської колонії, що базується в країні, є чилійсько-чеський гурток.  Крім усього іншого, він організовує різні соціально-культурні заходи з розповсюдження чеської культури в країні та співпрацює з посольством Чехії в Чилі, організовує презентації мистецтва та майстер-класи, відзначає чеські свята. 
В історичному центрі Сантьяго-де-Чилі вулицю назвали в честь чеського селища Лідиці, на згадку про вбитих нацистами чехів, яким німці так помстилися за успішне вбивство військового офіцера Рейнгарда Гейдріха, імператорського протектора протекторату Моравії та Богемії.  Вулиця імені Лідиці також розташована у місті Віньє-дель-Мар.

## Видатні чехи Чилі
Серед чехів, які відзначились у Чилі, - бізнесмен Мілан Платовський, спортсмен Бенедикт Коціан , шахіст Вальтер Адер, художник Франтішек Ота  філософ Ернст Тугендхат, котрий чотири роки працював у Папському католицькому Університеті в Сантьяго-де-Чилі та сім'я Канторів, які відомі в бізнесі як засновники Dimacofi і відомі у політичному світі завдяки міністру спорту Поліні Кантор (на посаді 2018–2019).
Чеський інженер Павел Павел розробив наукову теорію того, як будували статуї Моаї на острові Пасхи, тому з 1986 по 2003 рік він керував кількома експедиціями на цей полінезійський острів, що належить Чилі. 